# NGC 7658A
NGC 7658A (другие обозначения — PGC 71433, NGC 7658-1, ESO 347-15, MCG -7-48-2, AM 2323-392) — линзообразная галактика (S0) в созвездии Журавль.
Этот объект не входит в число перечисленных в оригинальной редакции «Нового общего каталога» и был добавлен позднее.